# Gassan Ahadme
Gassan Ahadme Yahyai (en árabe: غَسَّان أَحْمَدِيّ يَحْيَى; Vic, Barcelona, 17 de noviembre de 2000) es un futbolista que juega de delantero y su equipo actual es el Charlton Athletic de la EFL Championship. Nacido en España, representa a Marruecos en el plano internacional.

## Trayectoria
Es un jugador formado en la cantera del Gimnástic Manresa y en 2019, se incorporó al equipo juvenil del Norwich City Football Club.
Desde 2020 a 2022, pertenecería al Norwich City Football Club de la English Football League Championship.
El 29 de julio de 2020, firma en calidad de cedido por el Real Oviedo Vetusta de la Segunda División B de España. 
En julio de 2021, firmó por el Portsmouth Football Club de la Football League One, en calidad de cedido. Marcó su primer gol con el club el 9 de noviembre de 2021 en una eliminatoria del Trofeo EFL contra el Crystal Palace FC.
En enero de 2022, firmó por el Burton Albion Football Club de la English Football League Championship. El 8 de febrero de 2022, marcó su primer gol para el club en la derrota por 2-1 ante el Portsmouth Football Club.
El 1 de septiembre de 2022, firma por el Ipswich Town Football Club de la Football League One.
El 31 de enero de 2023, regresa al Burton Albion Football Club de la Football League One.

## Clubes
| Club                                 | País       | Año           |
| ------------------------------------ | ---------- | ------------- |
| Norwich City Football Club           | Inglaterra | 2020-2022     |
| Real Oviedo Vetusta (Cedido)         | España     | 2021          |
| Portsmouth Football Club (Cedido)    | Inglaterra | 2021-2022     |
| Burton Albion Football Club          | Inglaterra | 2022          |
| Ipswich Town Football Club           | Inglaterra | 2022-         |
| Burton Albion Football Club (Cedido) | Inglaterra | 2023          |
| Cambridge United (Cedido)            | Inglaterra | 2023-presente |